# Chiesa di Santa Cristina (Parma)
La chiesa di Santa Cristina è un luogo di culto cattolico dalle forme barocche, situato in strada della Repubblica 23 a Parma, in provincia e diocesi di Parma; è sede di una parrocchia compresa nella zona pastorale della città.

## Storia
L'originale chiesa di Santa Cristina risale almeno al X secolo e nell'alto medioevo segnava il limite orientale di Parma (la chiesa dava anche il nome a una delle porte della città, quella che si apriva sulla via Emilia verso Reggio). L'abside dell'edificio era orientata a est e la facciata era rivolta verso l'attuale piazza Garibaldi.
A istanza della duchessa Margherita Aldobrandini, vedova di Ranuccio I Farnese, papa Urbano VIII Barberini, con bolla del 22 gennaio 1629, affidò la chiesa di Santa Cristina e altri edifici vicini all'ordine dei Chierici Regolari Teatini, che ressero la chiesa fino al 1805.
A partire dal 1649 i padri teatini riedificarono interamente la chiesa e il convento annesso.
Per la realizzazione della chiesa si recuperò il progetto architettonico preparato del chierico teatino napoletano Pietro Caracciolo per la chiesa di San Vincenzo di Piacenza. I lavori terminarono nel 1662.

## Descrizione
L'edificio è a tre navate divise da pilastri con capitelli ionici, con quattro cappelle per lato davanti a ognuna delle quali si apre una cupoletta emisferica. Per mancanza di fondi la facciata restò incompiuta e non venne realizzata la zona absidale (sostituita da un dipinto illusionistico).
La decorazione ad affresco dell'intera chiesa venne affidata, per le figure, al pittore fiorentino Filippo Maria Galletti (1636-1714), chierico teatino, che aveva già realizzato dipinti per altre chiese del suo ordine (Sant'Irene a Lecce, Santi Michele e Gaetano a Firenze, Madonna delle Grazie a Livorno); le quadrature e le pitture trompe l'œil vennero invece realizzate dal parmigiano Alessandro Baratta (1639-1714).
Le pale d'altare sono, in massima parte, opera del pesarese Giovanni Battista Venanzi (1627-1705).

### Altare maggiore

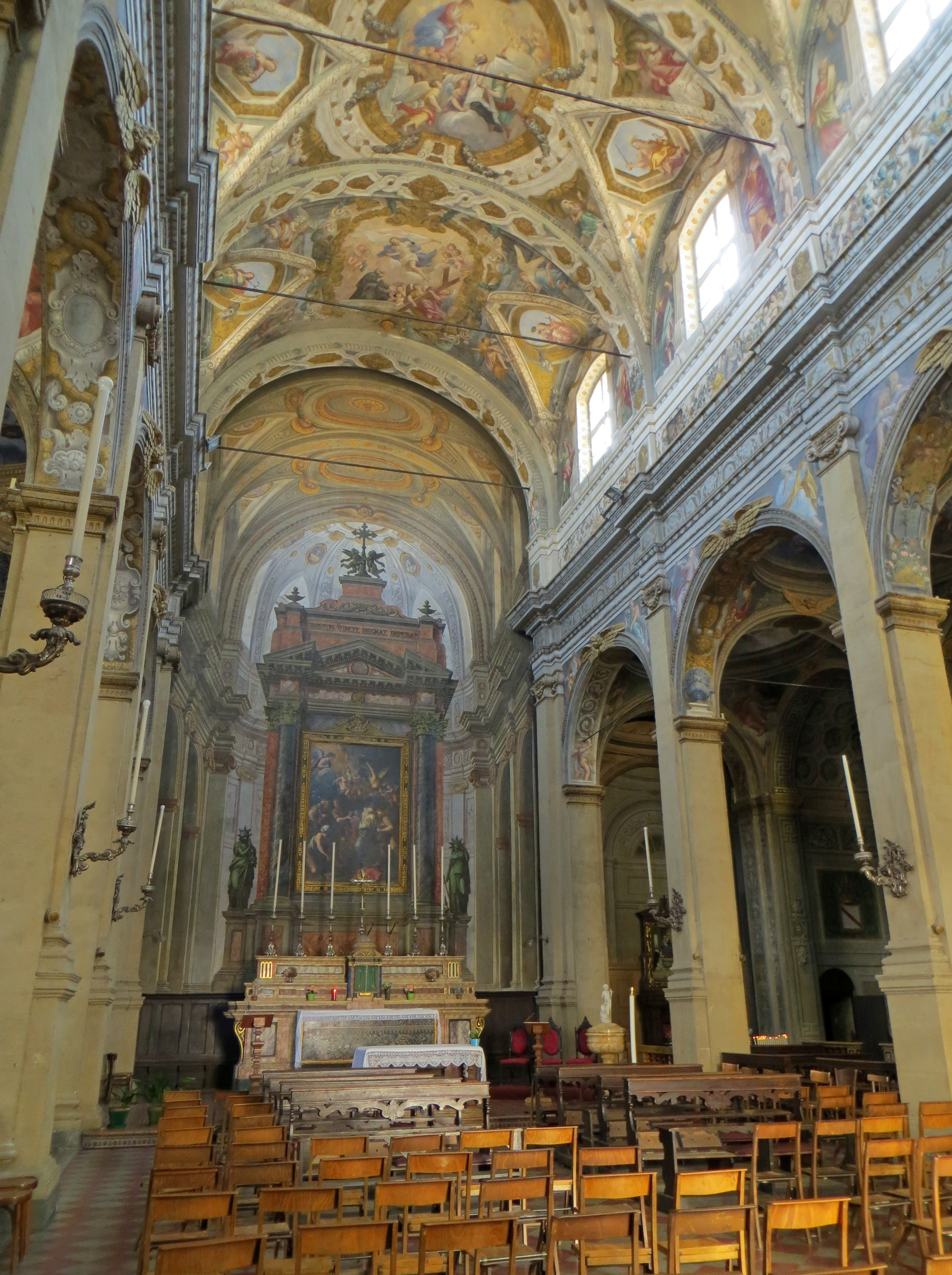
Navata centrale

L'altare è in legno dorato e dipinto a finto marmo.
Sulla parete di fondo, piatta, decorata in origine dal Baratta, è dipinta una prospettiva architettonica che crea l'illusione di una profondità spaziale; anche il monumentale dossale è dipinto e incornicia la pala (olio su tela) del Venanzi raffigurante il martirio di santa Cristina (il quadro presenta Cristina con il corpo già trafitto dalle frecce, mentre gli angeli portano la sua animula in cielo).
La parete di fondo venne ridipinta nel 1849 dal pittore Giacomo Giacopelli.

### Decorazione pittorica

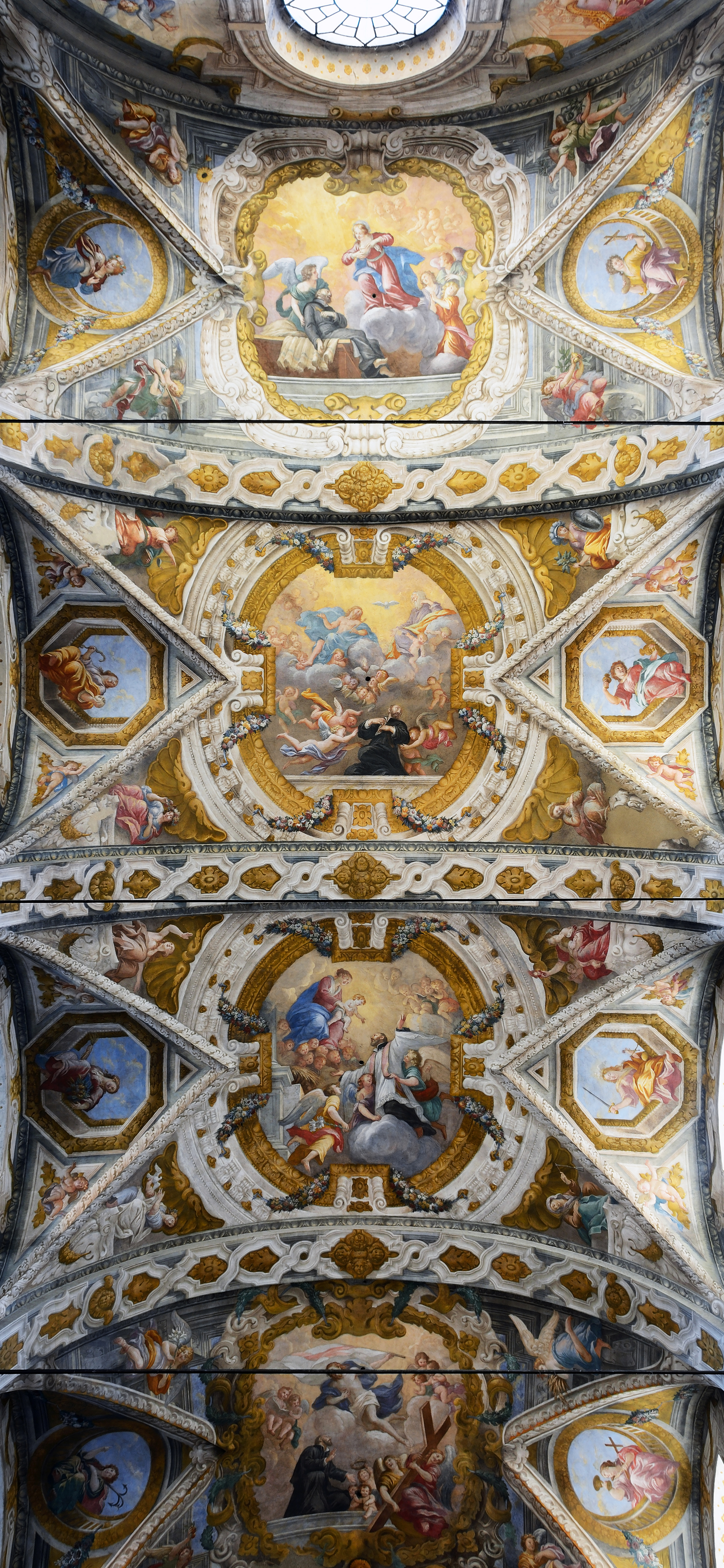
Affreschi del soffitto

La volta della navata centrale è decorata da quattro medaglioni con scene d'estasi di san Gaetano di Thiene, fondatore dei teatini; ogni medaglione è affiancato da due allegorie di Virtù (dalla facciata al presbiterio: la Vergine appare a san Gaetano morente, tra l'Umiltà e la Fede; san Gaetano presentato dagli angeli alla Trinità, tra l'Obbedienza e la Temperanza; l'apparizione della Vergine col Bambino a san Gaetano durante la sua prima Messa, tra la Provvidenza e la Giustizia; san Gaetano contempla i segni della passione di Gesù, tra Speranza e Carità).
Nelle pareti laterali, ai lati delle finestre che illuminano la navata centrale, sono le figure degli apostoli e degli evangelisti e più sotto, ai lati delle arcate, quelle dei profeti.

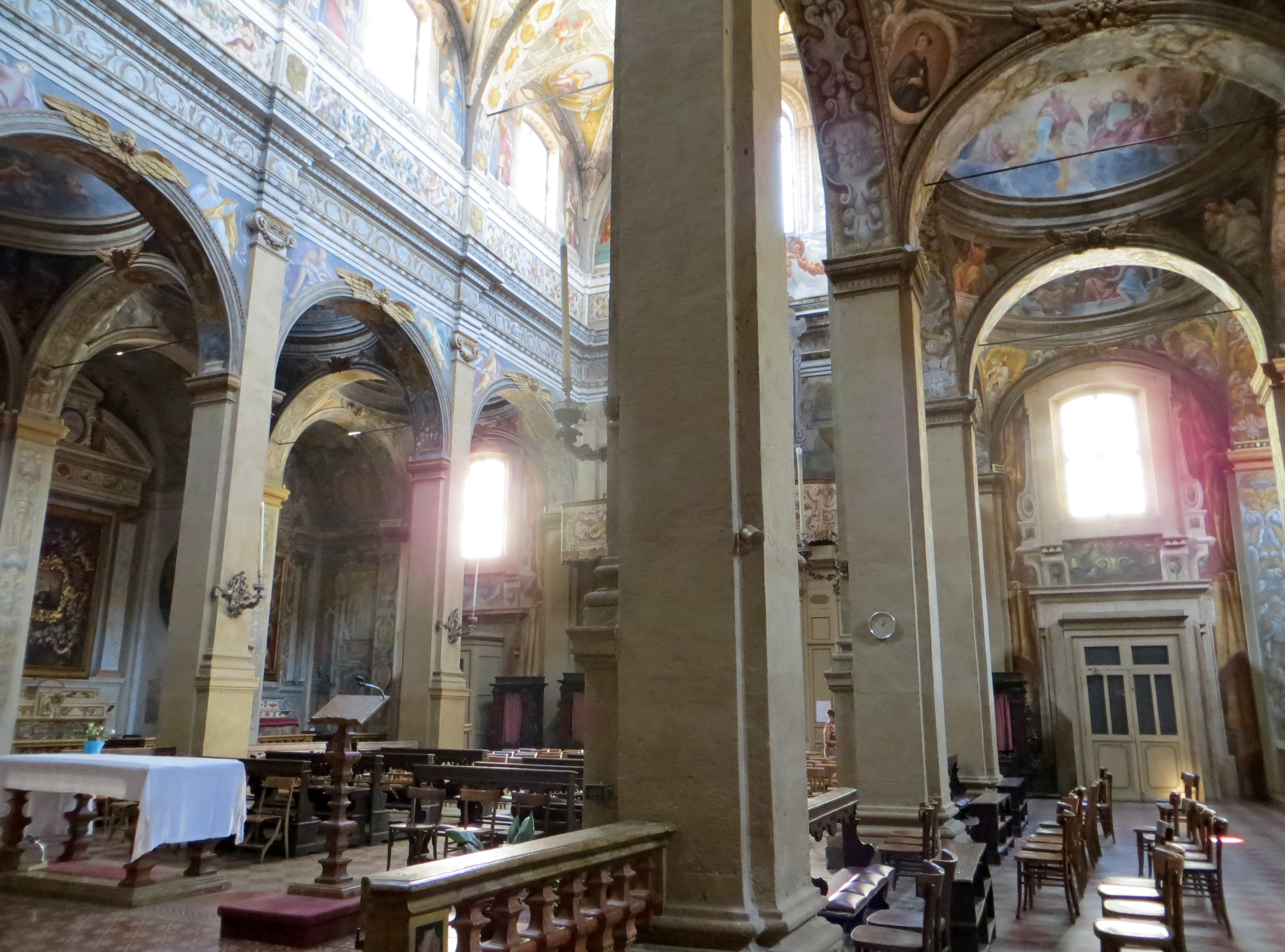
Navate

Nella contro-facciata, ai lati del finestrone, sono dipinte la scena dell'approvazione dei Chierici Regolari Teatini da parte di papa Clemente VII (a sinistra) e quella di un miracolo di san Gaetano. Sotto il finestrone è lo stemma del religioso teatino Gaetano Garimberti (1615-1684), vescovo di Borgo San Donnino, già superiore del convento di Santa Cristina e benefattore della chiesa.

### Cappelle laterali
Le pale d'altare con i santi teatini Gaetano e Andrea Avellino (nell'attuale cappella del Santissimo Sacramento) sono del Venanzi, così come quelle con sant'Antonio di Padova e con l'Immacolata Concezione e santi.
Tra gli altri dipinti: un San Nicola, realizzata da un pittore della cerchia di Lionello Spada, una Deposizione di Donnino Pozzi (1894-1946) e il Transito di san Giuseppe con il beato Paolo Burali, realizzato nel 1722 da Francesco Nassi (1672-1723).

### Organo a canne
Sulla porta centrale nel 1720 venne aggiunta la cantoria, con l'organo realizzato nel 1764 da Antonio Poncini Negri, danneggiato nei bombardamenti del 1944 e restaurato nel 1983 dalla ditta Tamburini di Asciano.
Lo strumento, a trasmissione meccanica, ha un'unica tastiera con prima ottava scavezza ed una pedaliera a leggio scavezza costantemente unita al manuale. Di seguito, la sua disposizione fonica: